# Macromia kiautai
Macromia kiautai är en trollsländeart som beskrevs av Zhou et al. 1994. Macromia kiautai ingår i släktet Macromia och familjen skimmertrollsländor. Inga underarter finns listade i Catalogue of Life.